# سمفونی شماره ۵ (چایکوفسکی)

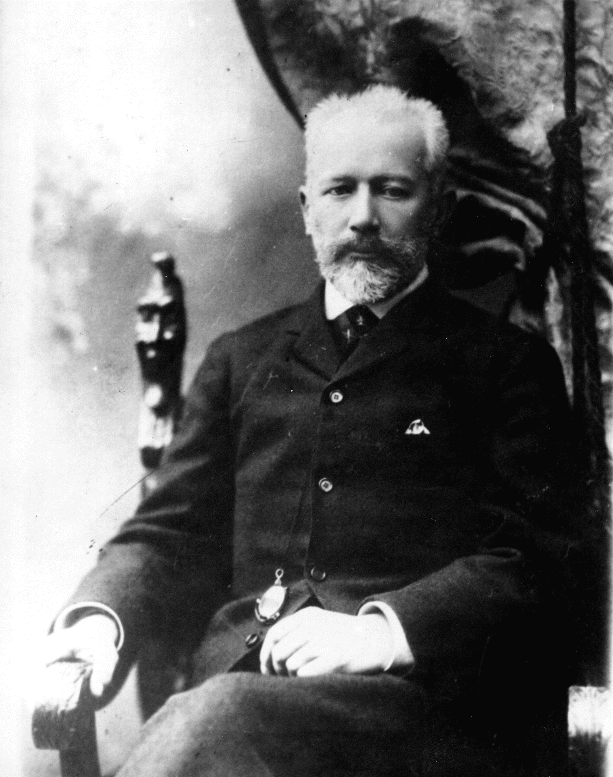
پرتره‌ای از پیوتر ایلیچ چایکوفسکی اثر Franciszek de Mezer

سمفونی شماره ۵ (انگلیسی: Symphony No. 5) اپوس ۶۴، پنجمین سمفونی و اثر برجسته از مصنف، موسیقی‌دان و آهنگساز شهیر روس، پیوتر ایلیچ چایکوفسکی است که میان مه و اوت ۱۸۸۸ کار تصنیف آن به پایان رسید و نخستین اجرای آن در شهر سنت پترزبورگ و تالار مارینسکی به تاریخ ۱۷ نوامبر همان سال می‌باشد. این سمفونی به تیودور آو لالمنت اهدا شده است.